# هانری گورو
هانری گورو (به فرانسوی: Henri Joseph Eugène Gouraud) (زادهٔ ۱۷ نوامبر ۱۸۶۷ - درگذشت ۱۶ دسامبر ۱۹۴۶) در پاریس تولد شد و در آنجا تحصیل کرد. گورو در سال ۱۸۸۸م در مدرسه نظامی سن سیر فارغ‌التحصیل شد. گورو به عنوان تک‌تیرانداز مشغول به فعالیت شد و استعداد نظامی و استراتژیک خود را در خلال خدمت نظامی در مالی از خود نشان داد.
او فرمانده ارتش فرانسه در اواخر جنگ جهانی اول و جنگ ترکیه-فرانسه (۱۹۱۹–۱۹۲۳) بود.
او اولین مستشار قیمومیت فرانسه بر سوریه و لبنان بود و استقلال دولت بزرگ لبنان را اعلام کرد، جدایی سوریه از لبنان به موجب موافقت‌نامه سایکس–پیکو بین فرانسه و بریتانیا بود.